# Гроув (Оклахома)
Гроув (енгл. Grove) град је у америчкој савезној држави Оклахома.

## Демографија
По попису из 2010. године број становника је 6.623, што је 1.492 (29,1%) становника више него 2000. године.
| Група             | 2000.         | 2010.         |
| Белци             | 4.193 (81,7%) | 5.136 (77,5%) |
| Афроамериканци    | 4 (0,1%)      | 22 (0,3%)     |
| Азијати           | 27 (0,5%)     | 51 (0,8%)     |
| Хиспаноамериканци | 88 (1,7%)     | 225 (3,4%)    |
| Укупно            | 5.131         | 6.623         |